# Eugénie Michel
 (mars 2021).
Si vous disposez d'ouvrages ou d'articles de référence ou si vous connaissez des sites web de qualité traitant du thème abordé ici, merci de compléter l'article en donnant les références utiles à sa vérifiabilité et en les liant à la section « Notes et références ».
Pour les articles homonymes, voir Michel.
Eugénie Michel est une joueuse française de Scrabble francophone. Elle fut la championne du monde junior en 2001, l'une des rares femmes à remporter ce titre. En 2008, classée en espoir (moins de 26 ans) elle remporte le Championnat de France par paires avec son partenaire Étienne Budry, et le lendemain, la Coupe de Vichy, le plus grand tournoi francophone au monde, avec à peu près 1 250 participants chaque année. Eugénie Michel est actuellement[Quand ?] la femme la mieux classée au monde, étant classée dans les 20 premiers en France sur 15 800 joueurs classés. Elle est en 2009 la première des joueuses de Scrabble au niveau mondial. 

## Palmarès
- 3e de l'Élite des Championnats du monde (2009)
- Vainqueure de la Coupe de Vichy (2008)[3]
- Championne de France par paires avec Étienne Budry (2008)[4]
- Championne du Monde junior (2001)
- Remporte le défi des Jeunes (2000)
- Championne de France junior en paires (2000 avec Mélodie Felez)